# 마야 디아브
마야 디아브(아랍어: مايا دياب, 영어: Maya Diab, 1980년 11월 12일 ~ )는 레바논의 가수, 배우, 사회자이다. 걸 그룹 더 4 캣츠(The 4 Cats)의 전직 멤버이다. 음악 뿐만 아니라 중동 지역에서는 패션과 뷰티 아이콘으로도 유명하다.